# Nikolaikirche (Eilenburg)
Die Kirche St. Andreas und St. Nikolai, meist lediglich Nikolaikirche genannt, ist die evangelische Stadtpfarrkirche von Eilenburg. Der wohl im 10. Jahrhundert gegründete Bau wurde 1435 durch einen Brand vernichtet und ab 1444 als dreischiffige Hallenkirche in Backstein neu errichtet. Nach starker Zerstörung am 22. April 1945 wurde sie bis 1961 vereinfacht wiederhergestellt. Der Wiederaufbau, insbesondere des Innenraumes, ist bis heute nicht abgeschlossen. Zudem wurde die Kirche seit ihrem Bestehen, wie auch die Eilenburger Innenstadt, immer wieder von heftigen Hochwässern der Mulde, die sie bis zu Mannshöhe unter Wasser setzten, getroffen. Diese ereigneten sich unter anderem in den Jahren 1434, 1573, 1663, 1771, 1854 und zuletzt 2002.
Ihre historische Bedeutung hat die Kirche in erster Linie als Wirkungsstätte von Martin Rinckart.

## Geschichte

### Kirchengründung
Über das Alter und die Gestalt des ursprünglichen Kirchenbaus ist wenig bekannt. Der Eilenburger Stadtchronist Jeremias Simon berichtet in der 1696 erschienenen Eilenburgischen Chronica, dass der erste Kirchenbau an dieser Stelle um 970 oder 980 – und demzufolge kurz nach der ersten urkundlichen Erwähnung von Eilenburg 961 – entstanden sein soll. Nach Simons Schilderung soll der Bau damals von einem Grafen Dione von Merseburg begonnen und 1006 oder 1007 unter Graf Friedrich I. von Wettin fertiggestellt worden sein:
So ist dieselbe anfangs nur mäßige Capelle gewesen / welche ohngefehr umb das 970. oder 980. Jahr nach Christi Geburt / von dem Dione; Graffen zu Merseburg und Eilenburg / zu erbauen angefangen / und hernach von seiner Tochter Sohne / Graff Friedrichen / [...] / umb das Jahr Christi 1006. oder 1007. vollends erbauet und in guten Stand gebracht worden.
Simon bezieht sich damit offenbar auf eine örtliche Überlieferung der Geschichte des Kirchenbaus, die 1684 auch auf einer Tafel über dem Nordportal festgehalten wurde. Allerdings wird dort für die Kirchengründung kein Datum genannt:
Dieses Gotteshaus, vormals zu S. S. Andreae und Nicolai genandt Ist von Herzog Friedrichen dem ersten Burggrafen zu Meißen und Zörbig Anno Christi 1007 erweitert und nach erlittenen unterschiedlichen Bränden Ao. 1444 neu aufgeführt, Ao. 1496 mit dem Glockenthurm, Ao. 1520 von denen Antonius Mönchen verlassen. Ao. 1521 von Doc. Luthero selbst reformiert. Ao. 1536 abermahls auff geschehene einäscherung zu erbauen angefangen. Ao. 1572 renoviert. Und Ao. 1683 zur Ehre Christi wiewohl bey kümmerlicher Zeit durchgehends wieder in dieser Form gebracht worden. O Jesu Christi due Sohne Gottes erbarme dich Unser.
Die 2012 erschienene Stadtchronik nennt als Gründungsjahr 990. Demnach legten christliche Priester unter dem Grafen Bio von Merseburg eine kleine, offene Kapelle als Rundteil nach Osten an. Diese erste Kirche, die dem Heiligen Andreas geweiht war, verfügte über Altar und Taufstein. Sie diente der Mission der in dem Gebiet lebenden Sorben. Die kleine Holzkapelle muss durch die fortschreitende Christianisierung bald zu klein geworden sein, so dass 1007 eine Erweiterung erfolgt sei. Den Patroziniumswechsel datiert der Superintendent und Regionalhistoriker Wilhelm Büchting in das Jahr 1150. Laut Büchting steht er im Zusammenhang mit dem Zuzug niederländischer Siedler, die sich Mitte des 12. Jahrhunderts in der Region niederließen. Nikolaus war bei den Kolonisten als Schutzheiliger der Seefahrer hochverehrt. In dieser Zeit ließ Markgraf Konrad I. die Kirche abermals erweitern. Da sich von dem ursprünglichen Bau keine Reste erhalten haben, können die überlieferten Angaben keiner Überprüfung unterzogen werden. Auch eine Gründung erst im 12. Jahrhundert ist möglich.

### Spätgotischer Neubau und Reformation
1413 fiel die Nikolaikirche einem Stadtbrand zum Opfer. Dabei wurde unter anderem die große Glocke zerstört. 1435 wurden die Kirche und der Glockenstuhl erneut von einer Feuersbrunst zerstört. 1444 begann an der gleichen Stelle der Neubau einer dreischiffigen Hallenkirche, der in Backstein aufgeführt wurde. Deren Grundriss entspricht der heutigen Form. Die Maße fielen größer aus, als die des romanischen Vorgängerbaus, so dass Teile des umgebenden Friedhofs überbaut wurden. 1496 wurde der Grundstein für den Kirchturm durch Friedrich den Weisen gelegt. Aus Geldmangel wurden zunächst nur zwei Geschosse mit einer Höhe von 73 Ellen errichtet. Das obere Geschoss nahm den Glockenstuhl auf. Im Mauerwerk sind bis heute die dafür eingebauten und später zugemauerten Schalllöcher zu erkennen.

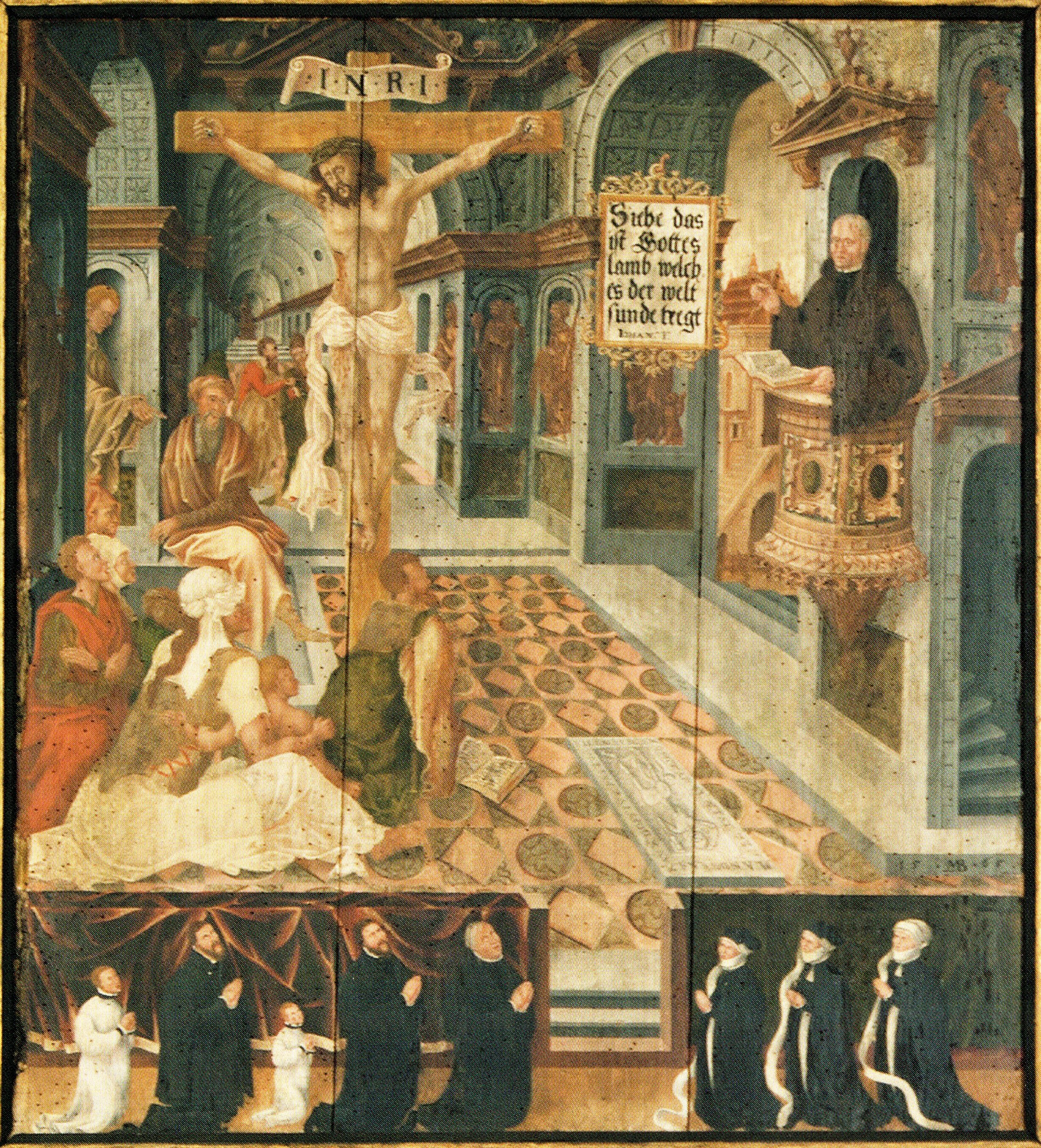
Das von Georg Spalatin gestiftete Bildepitaph für Andreas Kauxdorf, St. Nikolai Eilenburg (1565)

Am Ende des Mittelalters hatte sich die Kirche zu einem bekannten Wallfahrtsort entwickelt. Antoniusmönche hatten hier eine Marienfigur aufgestellt, die durch versteckte Drahtzüge Bewegungen an den Armen, dem Kopf und den Augen ausführen konnte. Zahlreiche Pilger kamen nach Eilenburg, um von der „lebendigen Maria“ Heilung zu erfahren. Im Zuge der Reformation wurde vom neuen Pfarrer Andreas Kauxdorf die scheinbar lebende Maria auf dem Marktplatz ausgestellt. Als sich die Bürger von dem Betrug überzeugt hatten, zerstörten sie die inwendig hohle Figur.
Die Nachricht vom Thesenanschlag Martin Luthers 1517 verbreitete sich schnell in der Stadt und wurde von der Bürgerschaft, die unter den Forderungen der Mönchsorden litt, freudig aufgenommen. Auf Bitten der Bürger schickte Luther seinen Anhänger Gabriel Zwilling nach Eilenburg, der am Weihnachtstag 1521 in der Nikolaikirche predigte. Im Mai des darauffolgenden Jahres wurde nach einem Ersuchen Luthers bei Georg Spalatin der Magdeburger Domprediger Andreas Kauxdorf als erster evangelischer Pfarrer an Sankt Nikolai inauguriert.
1531 stockte man den Turm um zwei Geschosse auf. Ein neuerlicher Stadtbrand im Jahre 1535 beschädigte die Kirche stark, zerstörte den vier Jahre zuvor fertiggestellten Turm und einige Glocken sowie die spätgotische Ausstattung. Die Wiederherstellung und Neuausgestaltung der Kirche konnte zehn Jahre später vollendet werden.

### Wirken Martin Rinckarts und barocker Umbau

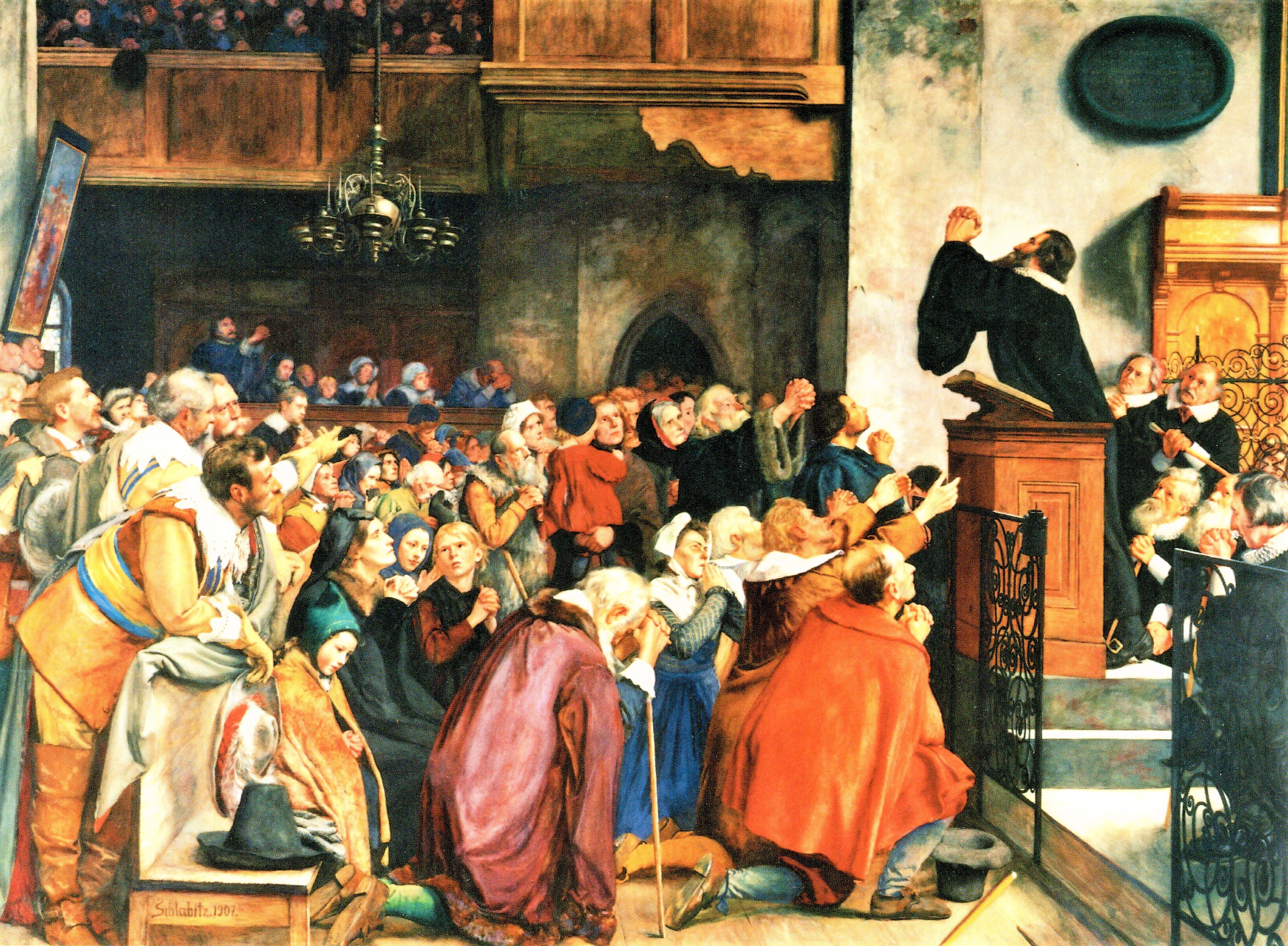
Adolf Schlabitz: Martin Rinckarts Bittgottesdienst, 1907

1617 lud Superintendent Friedrich Leyser den damaligen Pfarrer von Erdeborn, Martin Rinckart, zu einer Gastpredigt in seine Vaterstadt ein. Nachdem diese in der Stadt positiv aufgenommen worden war, erhielt Rinckart die Stelle des Archidiakons angeboten, welche er zum Ende des Jahres antrat. Er schrieb hier 1630 den Choral Nun danket alle Gott und rief nach der Niederlage der katholisch-kaiserlichen Armee in der Schlacht bei Breitenfeld das Reginenfest ins Leben. Am 24. Februar 1639 feierte Rinckart in der Nikolaikirche einen Gottesdienst, um die Stadt vor der drohenden Brandschatzung durch die schwedischen Besatzer während des Dreißigjährigen Krieges zu bewahren. Durch die mitreißende Predigt, die als Bittgottesdienst in die Geschichte einging, konnte die Forderung der Schweden wesentlich reduziert und die Plünderung abgewendet werden. 1628 riss ein Sturm die Turmkugel herab, was eine Reparatur erforderlich machte. In dem daraufhin neu aufgesetzten Turmknopf wurde 1833 ein handschriftlich verfasstes Schriftstück Rinckarts entdeckt. Rinckart wurde nach seinem Tod 1649 in einer Gruft im Chorraum beigesetzt.
Wegen Wasseransammlungen schüttete man den Nikolaiplatz im Jahr 1619 mit etwa 800 bis 1000 m³ Erdreich auf.
Infolge der zusätzlichen Belastung durch die vier neuen, 1601/02 aufgehängten Glocken wurde der Turm zunehmend baufällig. Nach einer Inspektion 1672 beschloss man, ihn bis zum Boden der Glockenstube abzutragen. Beim anschließenden Wiederaufbau wurde eine zusätzliche Etage für die Türmerwohnung auf die Glockenstube aufgesetzt. Abschließend erhielt er im Oktober 1673 eine barocke Haube. In den Jahren 1683 und 1684 erfolgte ein zeitgenössischer Umbau des Innenraumes (→ siehe Abschnitt Ausstattung).
1670 trat Johann Schelle auf Empfehlung Sebastian Knüpfers das Amt des Kantors der Eilenburger Nikolaikirche an. Nach sieben Jahren, in denen er unter anderem die Eilenburgerin Elisabeth Wüstling heiratete, wechselte Schelle als Thomaskantor und später auch als Thomasorganist und Universitätsmusikdirektor nach Leipzig. Schelles Nachfolger als Kantor in Eilenburg wurde Basilius Petritz, der 1694 als Kreuzkantor nach Dresden wechselte.

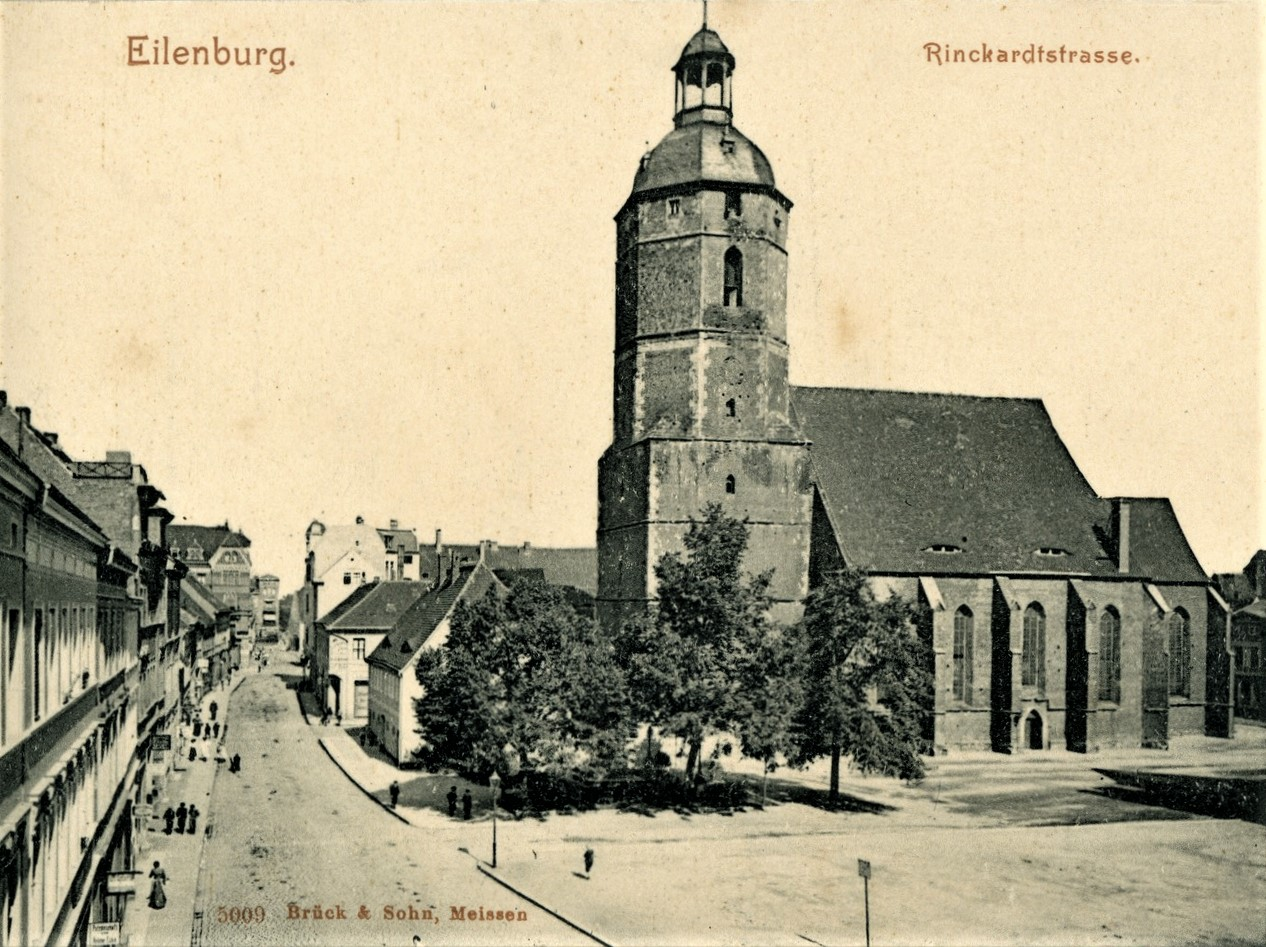
Ansicht der Kirche von Südwesten auf einer Ansichtskarte von 1903. Das Gebiet zwischen Nikolaiplatz und Steinstraße ist zu dieser Zeit unbebaut.

### Vom 18. Jahrhundert bis 1945
1771 wurde die Nikolaikirche erneut durch ein Hochwasser schwer getroffen. Die dadurch hervorgerufenen Schäden an den Grabgewölben im Chor führten zu Einstürzen. Das stehende Wasser verursachte einen üblen Geruch, so dass ein Vierteljahr kein Gottesdienst gehalten werden konnte.
Das 19. Jahrhundert war geprägt von einer Reihe von Reparaturen. 1819 erfolgte eine Ausbesserung des schadhaft gewordenen Turmes und der Kirchenpfeiler. Eine grundhafte Reparatur des Gotteshauses wurde 1832 vorgenommen. Dabei erhielt die Kirche neues Gestühl und eine neue Dielung, die wiederum 1873 durch Asphalt ersetzt wurde. Die Innenwände wurden neu geweißt und verschönert. 1846 montierte man einen Blitzableiter. 1873 sind Teile der Innenwände sowie 1915 die Fenster der Apsis ausgemalt worden. Eines der Fenster zeigte fortan den predigenden Martin Rinckart.
1913 installierte man eine elektrische Brandmeldeanlage im Turm, was die Abschaffung der Türmerstelle zur Folge hatte. Eine letzte Instandsetzung des Turmes wurde 1929 durchgeführt.

### Zerstörungen im Zweiten Weltkrieg und Wiederaufbau
Der massive Artilleriebeschuss vom 22. April 1945 ließ von der Kirche nur eine Ruine übrig. Vom Turm blieben nur der quadratische Unterbau und Teile des achteckigen Aufsatzes, beide massiv gemauert, stehen. Die Dächer und Gewölbe des Kirchenschiffs wurden vollständig vernichtet. Der damalige Pfarrer von Sankt Nikolai, Alfred Hüneke, beschrieb in seinen Aufzeichnungen den Tag wie folgt:
In der Mittagszeit erfolgte dann eine weitere Beschießung der Stadt durch amerikanische Artillerie mit Spreng- und Brandgranaten. [...] Auch unsere Nikolaikirche wurde in Brand geschossen. [...] Kurz nach Mittag brannte der Kirchturm wie eine lohende Fackel riesigen Ausmaßes restlos aus. Die Turmspitze samt der Türmerwohnung sind völlig verschwunden; bis zur Glockenstube hinauf sind die Mauern des Turmes stehen geblieben, wenn auch arg durchlöchert. Im Inneren des Turmes sind die schweren Balkenlagen weggebrannt, als wären es Streichhölzer.

#### Ab 1945
Die Kirche wurde in den 40er und 50er Jahren notdürftig wieder errichtet. Der seit dem Artilleriebeschuss der Witterung schutzlos ausgesetzte Turm trug ab 1952 ein primitives, achteckiges, niedriges Zeltdach. Ein stählerner Dachstuhl ersetzt seit 1955 die zehn Jahre zuvor zerstörte Holzkonstruktion. 1956 errichtete man eine Trennwand zwischen Chor und Hauptschiff, um wenigstens den Chorraum, dessen Gewölbe wiederhergestellt wurde, wieder nutzbar machen zu können.
Mit der Fertigstellung des Chores 1961 war der vorläufige Wiederaufbau weitgehend vollendet. Zahlreiche Einschussspuren in den Außenwänden und am Turm waren danach noch lange vorhanden. 1968/1969 folgte eine Neueindeckung des Daches. Das beim Beschuss eingestürzte Kreuzgewölbe des Langhauses sollte 1969 wieder aufgebaut werden. Dies scheiterte, stattdessen wurde erst Ende der 1970er Jahre eine bis heute (2022) bestehende, flache Decke eingezogen. 

#### Ab 1990
Am 31. Oktober 1994 gründete sich ein Förderverein, der den weiteren Wiederaufbau der Kirche fördert und Gelder dafür lukriert.
1997 wurde das – zwischenzeitlich infolge der Witterung verschlissene – Notdach durch eine der barocken Turmhaube aus dem Jahre 1673 nachempfundene „Krone“ ersetzt. Diese, 16 Meter hoch und mehr als 40 Tonnen schwer, wurde auf dem Nikolaiplatz zu Füßen der Kirche zusammengebaut und zusammen mit der provisorisch daran befestigten Werbeliner Glocke mit einem Autokran auf das achteckige Turmteil gehoben.
Während der Hochwasserkatastrophe 2002 stand das Wasser bis zu etwa 1,50 m hoch in der Kirche. Die Wiedereinweihung des Chorraums und des Schiffes erfolgte 2004. Der Putz musste bis in 5 m Höhe erneuert werden. Die Behebung der Schäden war im Großen und Ganzen erst Ende 2006 abgeschlossen und kostete fast 1 Million €. Auch im Gemeindehaus entstanden bis zum Hochparterre schwere Schäden, die weitere 480000 € kosteten. Weitere aufwendige Arbeiten waren unter anderem der Einbau einer feuchtigskeitssperrenden Schicht in die Fundamente (2004/05), die Stabilisierung von Strebepfeilern (1998 und 2022), der Einbau einer Heizung in den Chorraum (2002), womit dieser ganzjährig nutzbar wurde, sowie eine Neueindeckung des Chordaches (2006). Außerdem wurden 2008 auch das Dach des Kirchenschiffes neu gedeckt und das zur Nikolaikirche gehörige Gemeindehaus generalsaniert. Es beherbergt neben der Gemeindeverwaltung und der Kantorei unter anderem das Kreiskirchenamt, die Jugendarche und den kreisweiten Hospizdienst. 2020 mussten Teile der Laterne erneuert werden. Aufgrund von Konstruktionsmängeln eindringendes Wasser hatte an der erst 23 Jahre alten Holzkonstruktion der Turmhaube bereits ernsthafte Schäden sowie Pilzbefall, die unter anderem den Austausch und die Stabilisierung von Balken erforderten, verursacht. Die Kosten für diese außerplanmäßige Instandsetzung und Nachbesserung betrugen etwa 280 000 Euro, der bis 2021 geplante Einbau des Gewölbes im Langhaus konnte daher vorerst nicht erfolgen.
Aktuell (2024) sammelt der Förderverein Gelder für die Rekonstruktion des Langhausgewölbes, wofür 5500 Gewölberippensteine und 37000 Gewölbekappensteine gebraucht werden.

## Baubeschreibung

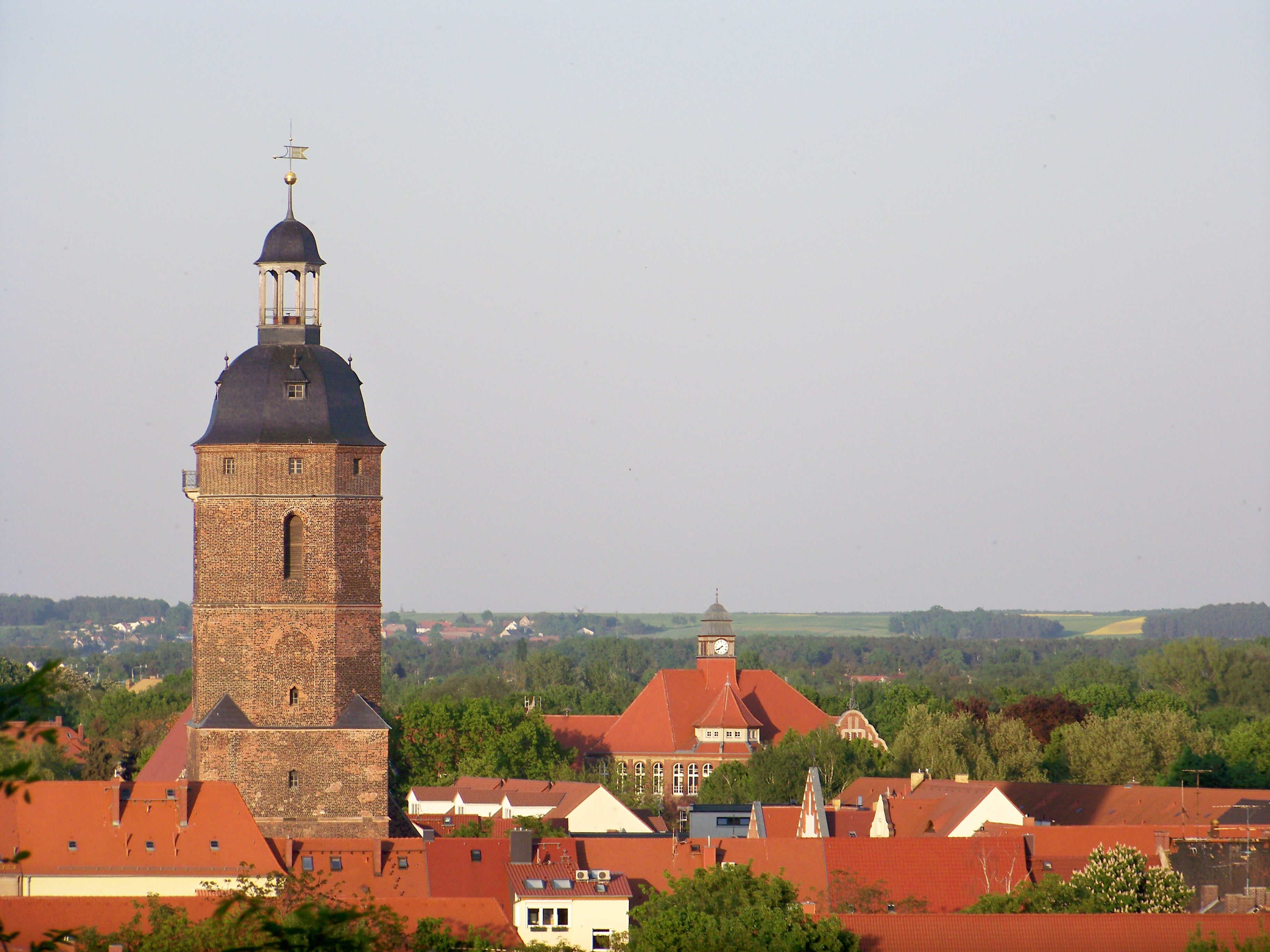
Blick vom Burgberg

### Grundriss
Die Nikolaikirche ist eine dreischiffige Hallenkirche mit einem zweijochigen, dreiseitig geschlossenen Chor. Die Außenbreite des Langhauses inklusive der nördlich angebauten Vorhalle beträgt 31 Meter, die Außenlänge einschließlich Turm und Chor 54 Meter. Die Seitenschiffe schließen im Osten gerade ab. Im Winkel zwischen nördlichem Seitenschiff und Chor steht die zweijochige kreuzrippengewölbte Sakristei.

### Außenansicht
Die Außenwände der Kirche werden durch Strebepfeiler gegliedert und gestützt. Ihre Nordwand wurde im Barock stark verändert. Der Zugang von Norden erfolgt durch eine Portalvorhalle. Die Firsthöhe über dem Hauptschiff beträgt 30 Meter. Im Westen schließt ein mächtiger, viergeschossiger Turm mit einem Grundriss von etwa 13 m × 13 m und einem achteckigem, dreigeschossigem Aufsatz an. Nach Aufstockungen in der Renaissance und im Barock, schwerer Beschädigung im Zweiten Weltkrieg, Aufsetzen eines Notdaches und Wiederaufbau der Turmhaube in den 1990er Jahren beträgt seine Höhe heute 62,55 Meter.

### Innenraum
Das vierjochige Langhaus wird durch acht Eckpfeiler gebildet, zwischen denen spitzbogige Arkaden ausgebildet sind. Mit der derzeit vorhandenen, flachen Decke ist es nur 12 m hoch.

## Ausstattung
Die ursprüngliche Ausstattung wurde 1945 vollständig zerstört. Zu ihr gehörten unter anderem die Kanzel von 1545, der Taufstein von 1570, ein Altar von 1684, Emporen aus dem 17. Jahrhundert sowie die Sauer-Orgel von 1917. Zudem wurden in der Nikolaikirche mehrere heilige Gefäße aus dem 16. und 17. Jahrhundert, unter anderem ein vergoldeter Silberkelch von Beginn des 16. Jahrhunderts und eine Weinkanne mit Schüssel, aufbewahrt. An der Rekonstruktion des Innenraumes wird bis heute gearbeitet. Die nächsten Schritte werden der Wiederaufbau des Hauptschiffsgewölbes und der Westempore mit einer den Raum klanglich ausfüllenden Orgel sein. Eine Kostenschätzung von 2014 gibt allein für die Rekonstruktion des Gewölbes 2,3 Millionen Euro an.

### Altäre
Philipp Hoyer (oder Heyer) aus Leipzig schuf 1580 einen neuen Altar für die Nikolaikirche. Dieser wurde 1684 in die Georgenkapelle am Gottesacker abgegeben, ging später jedoch verloren und war dort schon 1892 nicht mehr vorhanden.

#### Altar von 1684

Blick in den Chor mit dem Altar von 1684 (um 1900)

Unter Oberpfarrer Johann Andreas Kunad erhielt die Nikolaikirche 1684 einen neuen Hauptaltar, der Johann Jakob Löbelt aus Leipzig zugeschrieben wird. Dieser wurde vom Stadtrichter und Apotheker Benjamin Ludwig sowie Elisabeth Walpurgerin gestiftet. Er fiel der Zerstörung der Kirche 1945 zum Opfer. Die folgende Beschreibung geht im Wesentlichen auf Gustav Schönermark zurück, der den Altar 1892 detailliert porträtierte. Er befand damals:
Eine hervorragende Arbeit seiner Zeit ist der Altar nicht; zwar sind die in vielfältige Gewänder gekleideten Figuren trotz ihrer bewegten Haltung theilweise nicht schlecht, aber im Allgemeinen doch nicht werthvoll. Durch den modernen, blitzblanken, gelblichweissen Oelfarbenanstrich werden sie freilich noch werthloser für den Beschauer.
Das Mittelrelief des barocken Altaraufbaus zeigte eine lebhafte Szene mit Jesus Christus am Kreuz sowie im Vordergrund würfelnden Kriegsknechten und an den Seiten verschiedenen Reitern, Frauen, dem Schwammträger Stephaton und weiteren. Unter diesem Relief war eine Darstellung der Grablegung Jesu und wiederum darunter des letzten Abendmahls. Seitlich des mittleren Reliefs befanden sich auf vorspringenden Postamenten einerseits die Heiligen Drei Könige, andererseits die Mutter Maria mit dem Jesuskind, dazu Ochs und Esel, allerdings ohne die Darstellung Josephs. Zwischen bzw. vor jeweils zwei Säulen befanden sich große Statuen von Johannes dem Täufer mit Kreuz, Buch und Lamm auf der rechten sowie Moses mit den Gesetzestafeln und großem Stab auf der linken Seite. In den seitlich davon angebrachten Ornamenten war links die Taufe Christi und rechts die Himmelfahrt dargestellt. Oben über einem abgebrochenen kropfreichem Gebälk war die Auferstehung Jesu Christi dargestellt. Flankiert war diese Szene von Matthäus mit dem Engel rechts und Marcus mit dem Löwen links. Darüber, auf den dazwischen liegenden verkröpften Säulen, standen rechts der Evangelist Lucas mit dem Opferrind und links der Apostel Johannes mit dem Adler. Zwischen diesen befand sich ein über den Wolken schwebender Christus und wiederum darüber eine Darstellung des Heilands mit Palmen. Einige der hochausgebauten Reliefs, unter anderem offenbar eine Darstellung Christi an der Martersäule, waren 1892 aus unbekanntem Grund nicht kenntlich.

#### St.-Georgs-Altar

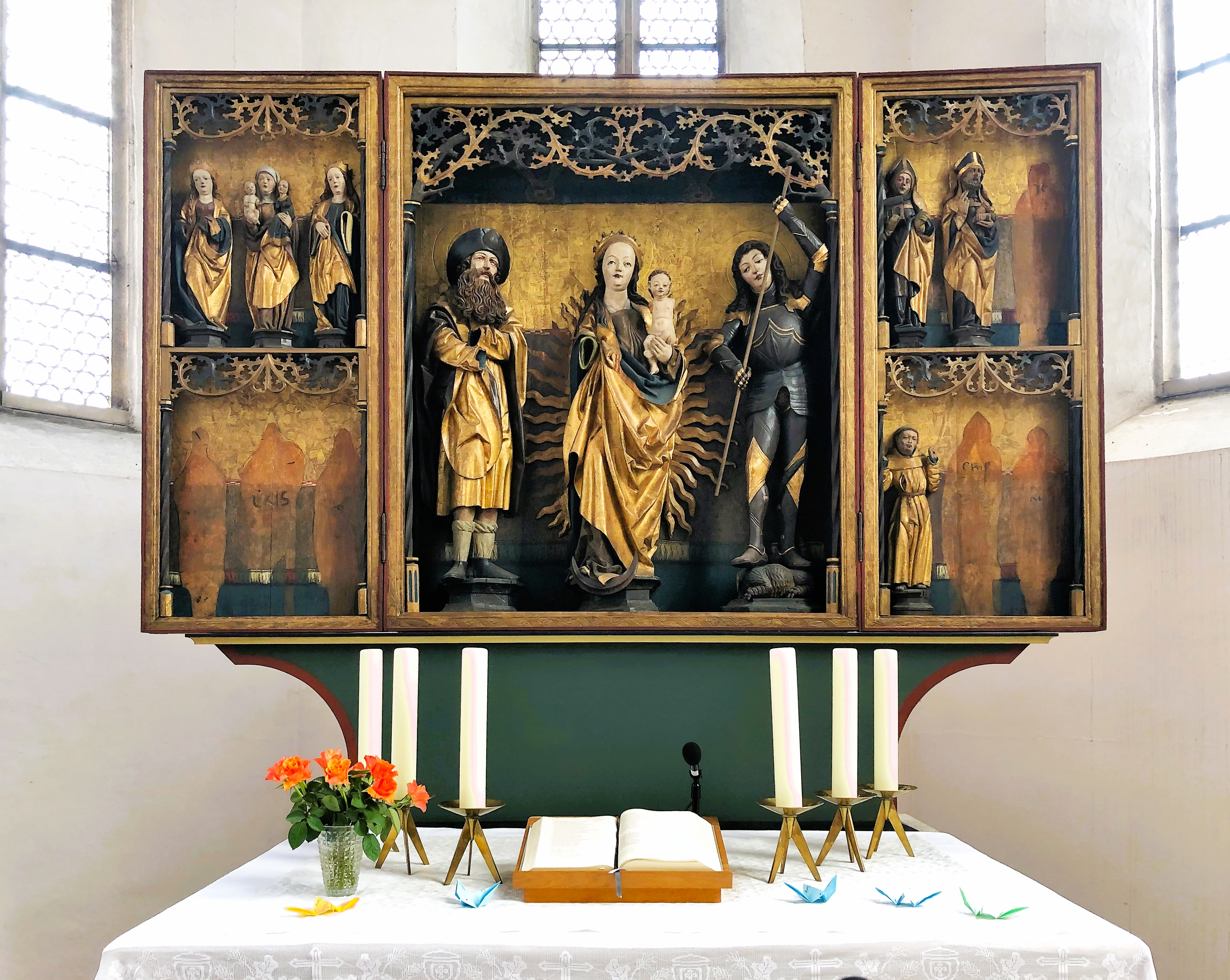
Der St-Georgs-Altar im Chorraum der Nikolaikirche (2022)

Der heutige Hauptaltar stammt von 1506. Er stand ursprünglich in der ehemaligen Georgenkapelle (Hospitalkirche) auf dem Stadtfriedhof und ist eines der ältesten erhaltenen Objekte der Eilenburger Kirchengeschichte. Er wird erstmals 1696 in der Eilenburgischen Chronica von Jeremias Simon erwähnt:
Anno 1506 ist die Altar-Tafel in solche Capelle zu St. Georgen gebracht worden wie solche Jahr-Zahl in der Mitten hinter der Jungfrau Marien zu der Rechten Joseph zur Linken aber der Ritter St. Georg gestanden zu befinden gewesen.
Als die baufällig gewordene Georgenkapelle 1813 abgerissen wurde, wurde der Altar zunächst abgestellt. Wilhelm Büchting, Superintendent und zugleich Gründer des Eilenburger Heimatmuseums, übergab ihn 1902 in die Sammlung des neueröffneten Museums. Nach dem kriegsbedingten Verlust des Altars zu St. Nikolai erhielt die Gemeinde nach langwierigen Verhandlungen den Georgenaltar 1955 zurück. Nach einer Restaurierung durch Willi Rittsche wurde er 1966 im Chorraum aufgestellt. Er erhielt eine Predella aus afrikanischem Nussbaum und steht auf einem Altartisch aus Sandstein.
Der St.-Georgs-Altar zeigt im Mittelstück eine Mondsichelmadonna mit Jesuskind. Zu ihrer Linken befindet sich der Heilige Georg als Drachentöter und Retter, zu ihrer Rechten – anders als vom Chronisten Simon beschrieben – der Heilige Jakobus, erkennbar an seinem Pilgerhut mit Muschel. Drei der vier seitlichen Altarabteilungen sind unvollständig. Die fehlenden Figuren sind wahrscheinlich noch an ihrem ursprünglichen Standort durch Plünderung verloren gegangen. In der linken oberen Abteilung (vom Betrachter aus rechts) befinden sich der Heilige Nikolaus in bischöflichem Ornat und ein unbekannter Bischof, der vermutlich mit der Gründung der Kapelle in Zusammenhang steht. Darunter befindet sich der Heilige Franziskus mit Wunden an den empor gehaltenen Händen. Auf der rechten Altarseite (vom Betrachter aus links) befinden sich im oberen Fach die Heilige Katharina, Anna selbdritt und eine weitere Heilige, die sich wegen verloren gegangener Beigaben nicht mehr bestimmen lässt. Die Anordnung der Heiligenfiguren in den Seitenabteilungen ist in der Vergangenheit verändert worden. Das Gesprenge ist nicht mehr vorhanden.

### Kanzel
Die ehemalige Kanzel wurde 1545 von Georg und Simon Schröter (auch Schröder) aus Torgau geschaffen. Sie ist in den Jahren 1683/84 und vermutlich später erneut renoviert worden. 1892 beschrieb sie der Architekt Schönermark als „modern“ und befand, dass an ihr „wohl kaum noch ein Stück [aus der Entstehungszeit] geblieben sein mag“. Die Kanzel war geschmückt mit geschnitzten Figuren von Petrus, Paulus sowie vermutlich Christus und Johannes. Der Schalldeckel war bekrönt mit einer figürlichen Darstellung Jesu Christi mit Kreuz. Die gesamte Kanzel war blank in gelblich weißer Ölfarbe gestrichen und mit Vergoldung verziert. 1945 ging die Kanzel verloren; eine neue ist bisher nicht eingebaut worden.

### Taufstein

Gesamtansicht des Taufsteins von 1570 (um 1900)
Eines der Marmorreliefs von 1683 zeigt den ertrinkenden Pharao unter dem Jubel der Juden. (um 1900)

Der Taufstein stammte ebenfalls von Georg Schröter (Schröder), der diesen 1570 für die Nikolaikirche schuf. Auch er erhielt 1683 eine Überarbeitung, bei welcher reliefierte Marmortafeln angebracht worden sind. Sein Gefäß war rund und flach. Er war oben mit Simsgliedern umzogen und unten mit kreisförmigen aneinander liegenden Auflagen verziert. Wohl erst bei der Renovierung 1683 wurde der Taufstein sechsseitig gehauen, wobei sich kürzere und längere Seiten abwechselten und durch Pilaster gegliedert wurden. Die drei kürzeren Seiten enthielten kartuschenumrahmte Tafeln mit Texten, die Bezug auf die Darstellungen der Marmorreliefs an den längeren Seiten nahmen.
Die Marmorreliefs zeigten drei biblische Motive. Das erste stellte die Arche Noah auf dem Wasser schwimmend dar, während Menschen, Tiere und Pflanzen untergehen. Gott sah mit einem Kreuz in der Linken aus den Wolken herab und eine Taube flog auf die Erde nieder. Die zweite Darstellung zeigte den ertrinkenden Pharao unter dem Jubel der von Moses geführten Israeliten sowie mit Harfen und Trommeln musizierende Frauen. Das dritte und letzte Relief bildete Jesus mit einem Kind auf dem Arm ab, während seine Jünger die Frauen daran hinderten, ihm ihre Kinder zu überbringen. Das Taufgefäß ruhte auf einem säulenartigen („dockenartigen“) Untersatz, dessen Fuß die Form eines weit ausladenden Wulstes hatte. Der Fuß zeigte ein flach reliefiertes Blattwerk, aus dem die Stütze aufwachsend Akanthusblätter entsprangen. Schönermark schätzte den Wert des Taufsteins folgendermaßen ein: „Die allgemeine Form ist recht ansprechend, ebenso sind die pflanzlichen Zierrathe feingebildet, denn beides ist noch die Schöpfung des 16. Jahrhunderts. Die eingesetzten Marmorreliefs dagegen, als Arbeiten des Jahres 1683, sind weit weniger zu loben.“
Ein älterer Taufstein war 1892 noch in Resten vorhanden. Auch der Taufstein ist ein Verlust des Zweiten Weltkrieges.

### Orgeln

Historische Aufnahme der Westempore mit der Hauptorgel im Kirchenschiff (um 1900)

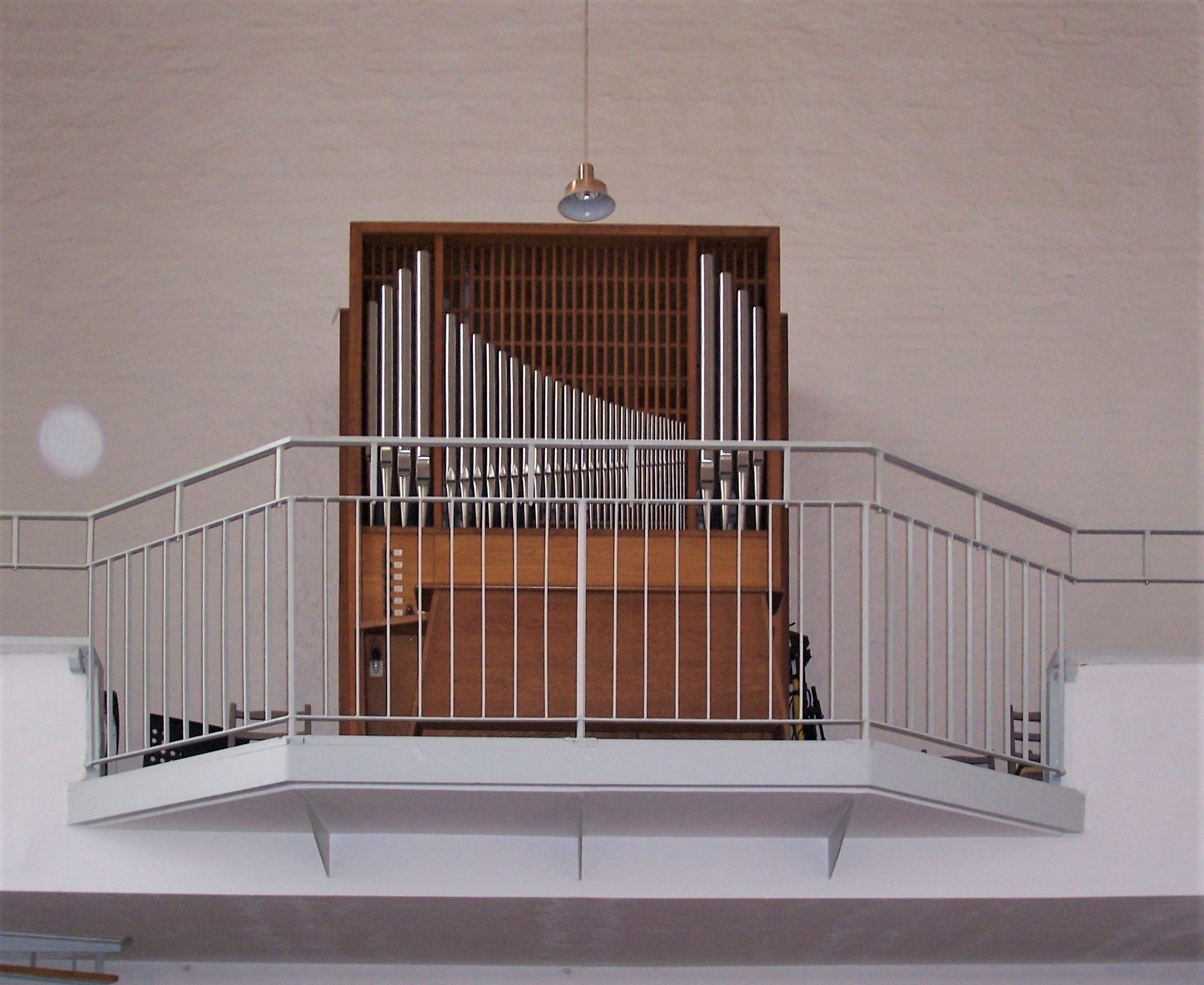
Die Sauer-Orgel auf der Empore des Chorraumes (2007)

Der älteste Hinweis auf eine Orgel stammt aus dem Jahr 1502, als eine Reparatur derselben erfolgt sein soll. Das Orgelwerk fiel der Feuersbrunst von 1535 zum Opfer; Simon Zenker erneuerte es 1568. Ein Orgelneubau wurde 1604 begonnen und 1610 geweiht, der nächste folgte 1715 oder 1716 und wurde 1767 einer Reparatur durch Johann Ernst Hähnel unterzogen. 1844 schuf der Orgelbaumeister Ludwig Weineck ein neues Instrument für die Kirche. Conrad Geißler, der später als Meister seine Werkstatt gegenüber der Kirche in der Rinckartstraße 7 betrieb, wirkte als Geselle bei diesem Neubau mit. Bereits 1868 nahm Nicolaus Schrickel eine Generalüberholung der Orgel vor. Geißler baute sie von 1883 bis zum 12. Februar 1884 großzügig um und erweiterte sie auf 42 Register. 1917 erhielt die Kirche eine neue Orgel der Firma W. Sauer. Dieses Instrument ging beim amerikanischen Artillerieangriff 1945 verloren.
Im Chorraum steht eine einmanualige Kleinorgel mit Pedal mit sieben Registern und mechanischen Trakturen aus dem Jahr 1965. Gebaut wurde sie ebenfalls von Orgelbau Sauer. Sie wurde zur Beschallung des Chorraumes, als das Hauptschiff zu dieser Zeit noch ohne Decke und somit kaum benutzbar war, angeschafft. Ursprünglich als Interimslösung gedacht, ist sie immer noch das Hauptinstrument der Kirche.
| I Manual    |        |
| Gedackt     | 8′     |
| Prinzipal   | 4′     |
| Schwiegel   | 2′     |
| Terz        | 1 3⁄5' |
| Quinte      | 1 ⁄3′  |
| Scharff III |        |

| Pedal  |     |
| Pommer | 16′ |

- Koppel: I/P[29]

Im Hauptschiff fehlt weiterhin ein dem Raum angemessenes Orgelwerk. Der ursprüngliche Zeitplan, dieses bis 2021 zu installieren, konnte nicht eingehalten werden. Der Abschluss der staubintensiven Rekonstruktion von Gewölbe und Empore ist Voraussetzung für den Orgelneubau.
Die Nikolaigemeinde verfügt weiterhin über ein Positiv des Thüringer Orgelbauers Heinze mit fünf Registern und angehängtem Pedal von 1972, welches sie verkaufen will, sowie über eine Truhenorgel des tschechischen Orgelbauers Vladimir Sobotka aus dem Jahr 2013.

### Glocken

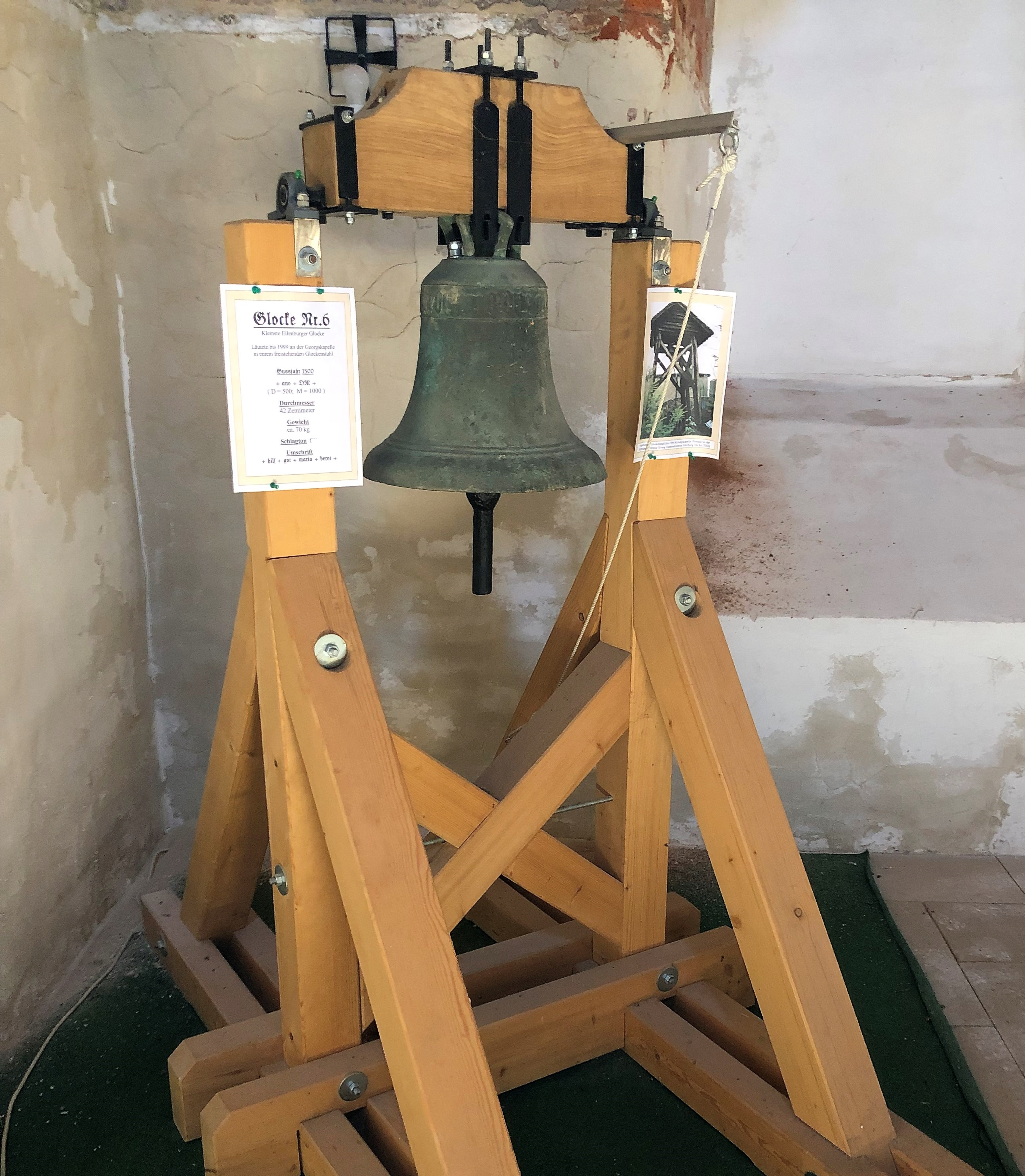
Die namenlose „Glocke Nr. 6“ von 1500 in einem separaten Glockenstuhl, aufgestellt in der Turmhalle (2022).

Die beim Brand von 1435 zerschmolzene „Bürgerglocke“ wurde 1499 zu einem Klangkörper mit einem Gewicht von 37 Zentnern umgegossen. In den Jahren 1601/1602 erhielt die Kirche dazu vier neue Glocken aus der Erfurter Glockengießerei Hieronymus Mörinck. Die Kosten hierfür betrugen 350 Gulden, die größte Glocke wog 51 Zentner. Darüber, inwieweit diese Klangkörper ein bestehendes Geläut ergänzten oder ersetzten, kann derzeit keine Aussage getroffen werden. Jedenfalls erklang dieses Bronzegeläut über mehr als drei Jahrhunderte. Die Bürgerglocke sprang 1667, wog nach einem erneuten Umguss nur noch 25 Zentner und wurde 1668 wieder aufgehängt.
Während der beiden Weltkriege mussten Glocken für Rüstungszwecke abgegeben werden. So wurden im Juli 1917 vier Glocken abgehängt und davon drei eingeschmolzen. 1920 verkaufte die Kirchengemeinde von den beiden verbliebenen die große Bronzeglocke und erwarb zum Ersatz drei Glocken aus Gussstahl. 1940 wurde mit der „Mettenglocke“ die letzte Bronzeglocke des alten Geläuts abgenommen. Das Interimsgeläut, das nun aus vier Stahlglocken bestand, war bis zum Artilleriebeschuss im April 1945 im Einsatz. Bei diesem erhielt der Turm schwere Treffer, dabei wurde auch die Glockenstube stark beschädigt. Die Glocken fielen vom brennenden Glockenstuhl und zerbarsten.
Nach dem Ende des Zweiten Weltkriegs erhielt die Gemeinde die „Mettenglocke“, die noch nicht eingeschmolzen war, vom Glockenfriedhof Ilsenburg zurück. Sie erklang erstmals wieder am Heiligen Abend 1947. Bis zum Ende des 20. Jahrhunderts blieb sie die einzige Glocke in St. Nikolai.
Nach der Devastierung des Ortes Werbelin für den Braunkohletagebau Delitzsch-West erhielt die Nikolaikirche die 1517 gegossene, größte Glocke der dortigen, zum Abriss vorgesehenen Dorfkirche. Sie entging aufgrund ihres historischen Wertes als einzige Glocke des Werbeliner Geläuts der Beschlagnahmung für Rüstungszwecke in den Weltkriegen und wurde 1997 zusammen mit der rekonstruierten Turmhaube in den Turm der Nikolaikirche eingehoben.
2003 erfolgte die Aufhängung der Metten- und der Werbelinglocke in einem neuen Glockenstuhl. Dieser wurde von der Zimmerei Adams aus Schachdorf Ströbeck (Halberstadt) gebaut. Die aus massivem Eichenholz gefertigte Konstruktion hat eine Länge von 8,17 Metern, eine Breite von 5 Metern und steht auf zwölf Schwingungsdämpfern auf einer neu eingezogenen Spannbetondecke.
2008 gab die Kirchengemeinde den Guss dreier neuer Glocken bei der Kunst- und Glockengießerei Lauchhammer in Auftrag. Die Glocken, die die Namen Friedensglocke, Rinckartglocke und Ruferglocke erhielten, wurden am Reformationstag 2008 mit einem Gottesdienst auf dem Marktplatz unter großer Anteilnahme der Bevölkerung geweiht. Knapp ein Jahr später, am 4. Oktober 2009, erklang das vervollständigte, an geraden Holzjochen aufgehängte, fünfstimmige Geläut erstmals.
Die drei größten Glocken erhielten zusätzlich ein Schlagwerk. Seither wird täglich um 17.59 h die erste Zeile von Nun danket alle Gott mit der Rinckart- und der Ruferglocke intoniert.
Die Glocke aus dem Jahr 1500 ist die kleinste Glocke der Gemeinde und hängt, da sie klanglich nicht zum 2008 fertiggestellten Geläut passt und geschont werden soll, seit 2011 in einem separaten Glockenstuhl in der Turmhalle. Die Provenienz der namenlosen Glocke ist nicht bekannt. Sie hing längere Zeit bis 1999 am Gemeindehaus St. Georg in der Kültzschauer Straße in Eilenburg-Ost in einem freistehenden Glockenstuhl.
Tabellarische Übersicht der aktuellen Glocken von St. Nikolai:
| Nr. | Name           | Gussjahr | Gießerei                   | Durchmesser (mm) | Gewicht (kg) | Schlagton | Inschrift | Ornamentik                                                                             |
| --- | -------------- | -------- | -------------------------- | ---------------- | ------------ | --------- | --- | -------------------------------------------------------------------------------------- |
| 1   | Friedensglocke | 2008     | Lauchhammer                | 1.520            | 1.972        | h0        | VATER VERGIB UNS UNSERE SCHULD SELIG SIND DIE FRIEDEN STIFTEN                                                                                                | Ruine der Nikolaikirche 1945 Friedenstaube                                             |
| 2   | Rinckartglocke | 2008     | Lauchhammer                | 1.440            | 1.654        | c'        | NUN DANKET ALLE GOTT MIT HERZEN MUND UND HÄNDEN | Brustbild Martin Rinckarts Heiliger Nikolaus                                           |
| 3   | Ruferglocke    | 2008     | Lauchhammer                | 1.310            | 1.282        | d'        | KOMMT HER ZU MIR ALLE ICH WILL EUCH ERQUICKEN | Notenzeilen Posaunen und Sonne                                                         |
| 4   | Werbelinglocke | 1517     | Halle (Saale)              | 1.120            | 1.000        | e'        | HILF O GOT. V. MARIA. ANNO. DM. M. CCCCC.XVII | Sonne, Maria mit Jesuskind, Stadtwappen von Halle, Trauben, Heiliger Georg und weitere |
| 5   | Mettenglocke   | 1601     | Hieronymus Mörinck, Erfurt | 980              | 650          | g'        | VESPERA IAM VENIT. NOBISVCM CHRISTE MANETO. EXTINGVI. LVCEM NE PATIARE TVAM. ANNO . M . D C I . DA GOS MICH HIERONIMVS MOERINCK ZV ERFFURDT IM NAMEN GOTTES. | Kruzifix, darüber V.D.M.I.Æ                                                            |
| 6   |                | 1500     | unbekannt                  | 420              | 70           | f"        | + ano + DM + + hilf + got + maria + berot + |                                                                                        |

## Grabstätten

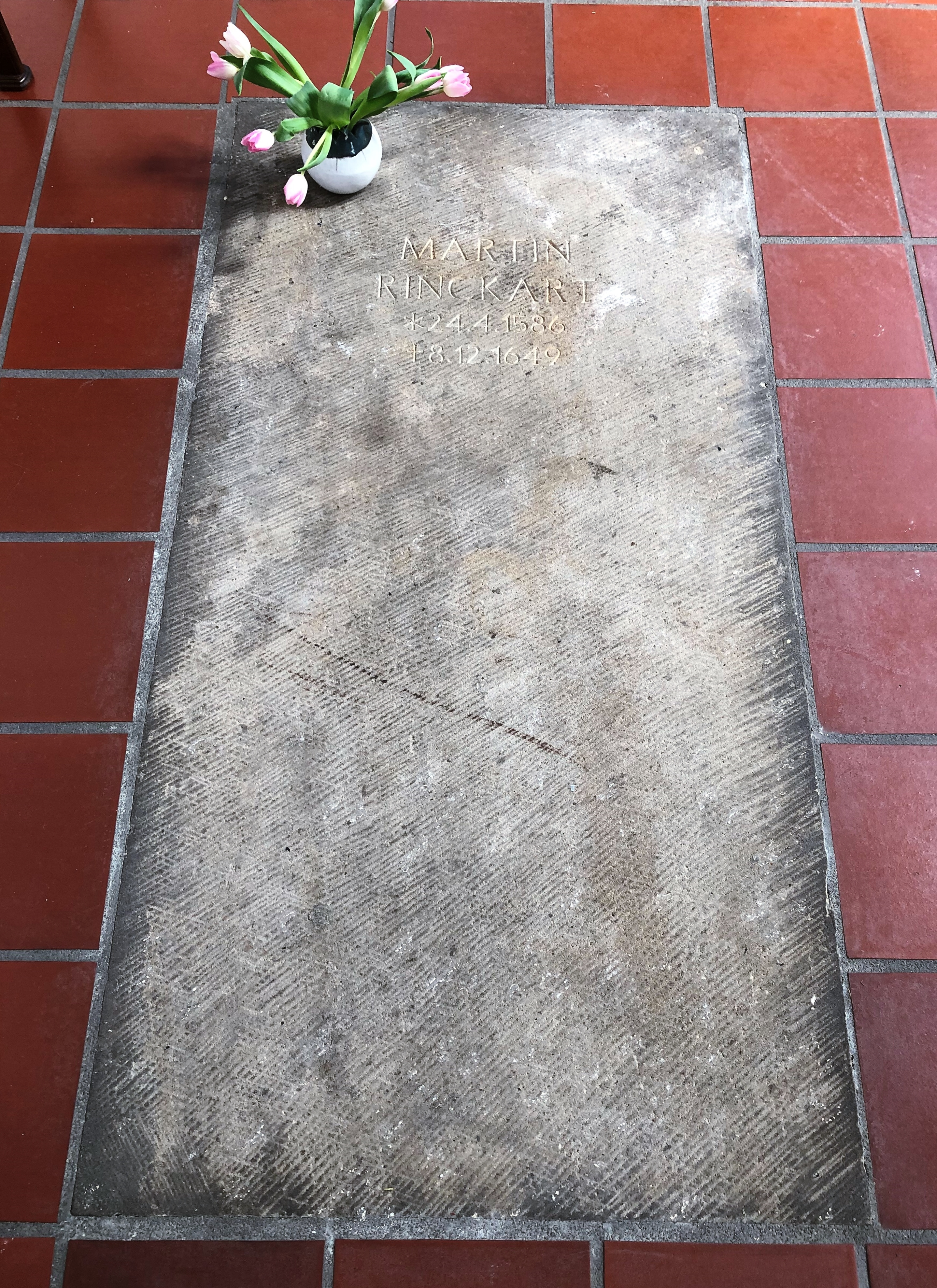
Die Grabplatte Martin Rinckarts im Chorraum (2022)

### Spätmittelalterliche Gräber
Im Zuge von Ausschachtungsarbeiten im Chorraum und im Langhaus im Jahr 2001 stieß man auf die Gebeine von vier Menschen sowie Reste eines Sarges und Sargnägel. Die Grabstellen befinden sich im Kirchenschiff an der südlichen Außenmauer, unmittelbar östlich des Südportals, in einer Tiefe von 1,7 bis 1,9 Metern. Archäologische Untersuchungen ergaben, dass es sich dabei um christliche Bestattungen des ehemaligen Friedhofs handelt, der um einen romanischen Vorgängerbau der Nikolaikirche herum angelegt war. Sie können in die Zeit vor 1444 datiert werden, da die Baugrube für das Fundament des Kirchenbaus die Grabgruben etwa auf Kniehöhe der Bestatteten schneidet und die entsprechend darunter liegenden Extremitätenknochen fehlen. Außerdem konnte festgestellt werden, dass die vier Gräber unterschiedlichen Alters sein müssen, da sich die Gruben überschneiden und beim Aushub teilweise Knochen beseitigt worden sind. Die auch in oberen Erdschichten aufgefundenen einzelnen Menschenknochen sprechen für eine längere Belegungszeit des Friedhofs. Außerdem konnte festgestellt werden, dass das heutige Bodenniveau rund 0,7 Meter über jenem des Jahres 1444 liegt. Die Niveauanhebungen geschahen im Wesentlichen nach dem Kirchenbrand 1535 sowie der Zerstörung 1945.

### Martin-Rinckart-Gruft
Nach dem Tode Martin Rinckarts am 8. Dezember 1649 wurde dessen Leichnam zwei Tage später in einer Gruft im Altarraum vor der inneren Tür zur Sakristei beigesetzt. Die Inschrift für die Grabplatte wurde von Rinckart noch zu Lebzeiten selbst verfasst. Die Verse wurden wie von ihm angedacht in Form eines mittigen Ringes eingetragen. Als seine zweite Ehefrau Barbara am 26. September 1687 starb, wurde sie ebenfalls in dieser Gruft bestattet. Offenbar geriet die Grabstätte später in Vergessenheit. 1928 wurde sie schließlich wiederentdeckt, als in dem Bereich Aufgrabungen für den Einbau einer Luftheizung erfolgten. 1961, als der Chorraum wieder für Gottesdienste hergerichtet war, wurde die Grabstelle mit einer schlichten Sandsteinplatte kenntlich gemacht.

## Geistliche und Kantoren

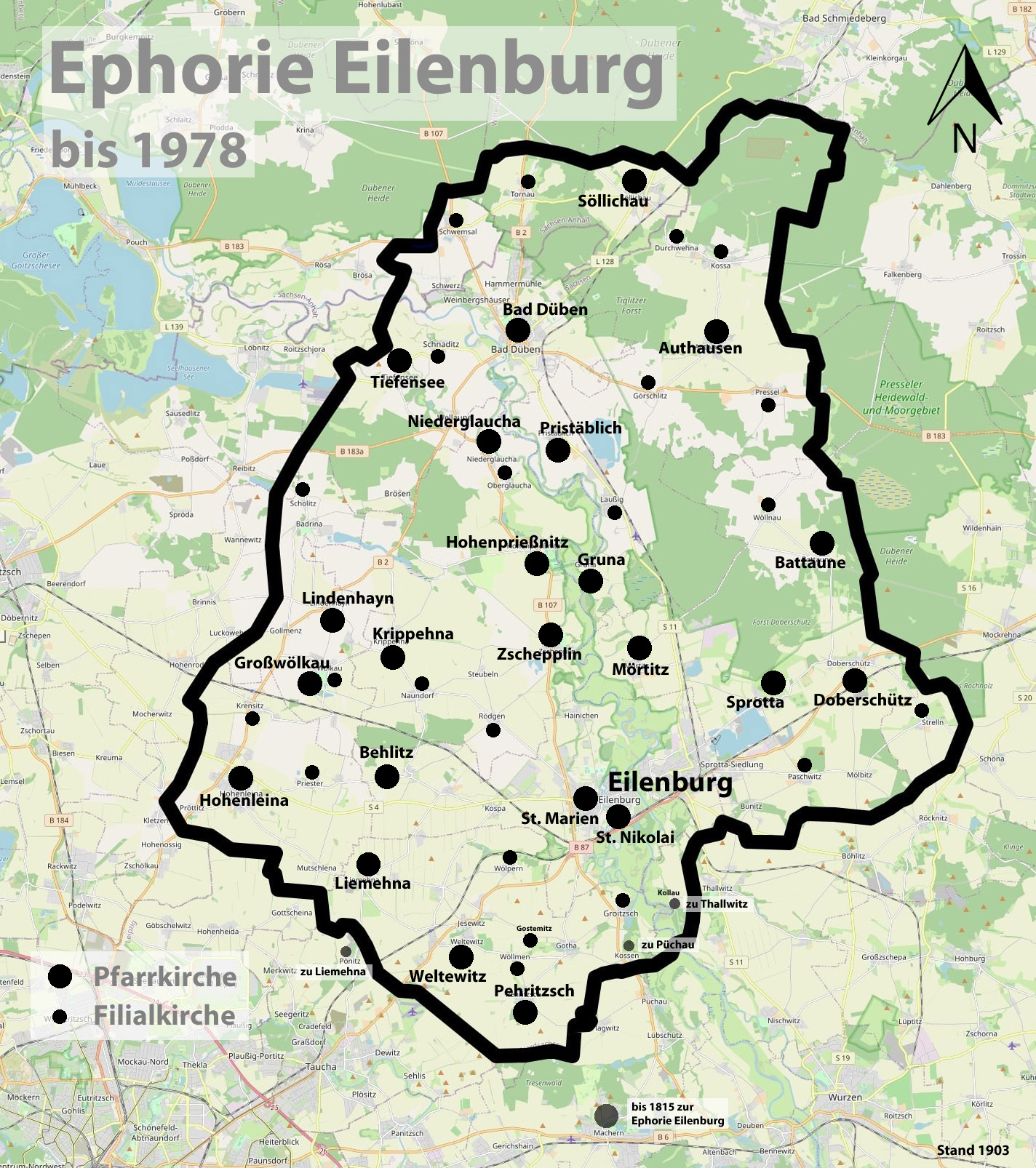
Karte der Ephorie Eilenburg (Stand 1903)

Vom geistlichen Personal der vorreformatorischen Zeit gibt es keine Überlieferungen. Seit der Einführung der Reformation bis 1978 war das Amt des Oberpfarrers von St. Nikolai mit dem des Superintendenten der Ephorie Eilenburg verbunden. Von dieser Regel abgewichen wurde in der zweiten Hälfte des 19. Jahrhunderts, als die Superintendentur in Groß-Wölkau beheimatet war. In dieser Zeit wirkten an St. Nikolai als Oberpfarrer Gustav Model (1851–1864) und Gotthilf Traugott Kretzschel (1865–1887).
Ab 1525 wurde dem Pfarrer ein Diakon zur Seite gestellt. Mit der Schaffung einer dritten Stelle im Jahr 1555 wurde der erste Diakon als Archidiakon bezeichnet. Bekanntester Träger dieses Amtes war Martin Rinckart. Seit 1997 wird die dritte und seit 2011 auch die zweite Pfarrstelle nicht mehr besetzt. Aufgrund des Mitgliederschwundes und der finanziell angespannten Situation innerhalb der Kirche ist für den Pfarrbereich Eilenburg seit 2017 nur noch eine halbe Pfarrstelle vorgesehen. Zum Sonntag Kantate 2023 wurden die Pfarrbereiche Eilenburg und Sprotta zusammengelegt.

### Oberpfarrer

#### Ab 1978
- 2002–2010: Ralf Günther[49]
- 2010–2011: Sebastian Zebe[50]
- 2012–2016: Eckehart Winde[51]
- 2016–2019: vakant
  - (2017–2018: Vikar Stephan Hoberg[52])
- seit 2019: Edelgard Richter[53]

### Archidiakone
- 1555–1565: Georg Goldner
- 1565–1575: M. Christoph Breithut
- 1575–1588: M. Johann Scheel
- 1589–1595: M. David Rodisch
- 1596–1610: M. Paul Dastler
- 1610–1615: M. Georg Stichel
- 1616–1617: M. Georg Schalitz
- 1617–1649: M. Martin Rinckart
- 1650–1669: M. Ernst Dähne
- 1669–1678: M. Johannes Deutrich
- 1678–1709: M. Johann Georg Franck
  - (1701–1709: M. Johann Gottfried Schubert)
  - (1709: Johann Christian Horn)
- 1710–1740: M. Johann Gottfried Schubert
- 1740–1741: Dr. Gotthelf Ehrenfried Lechla
- 1741–1754: M. Johann Christoph Bruder
- 1754–1771: M. Polykarp Friedrich Elteste
- 1771–1820: M. Christian Leberecht Rudolph
- 1820–1868: Johann Daniel Vörckel
- 1869–1883: Johannes Eugen Grunewald
- 1884–1888: Hermann Carl Wilhelm Wurm
- 1888–1892: Otto Harrass
- 1893–1895: Johannes Rudolf Otto Kühnemann
- 1895–1903: Wilhelm Büchting
- 1903–1920: Ewald Julius Ludwig Grohmann
- 1920–1930: Carl Heinrich Gustav Gützlaff
- 1931–1933: Friedrich Albin Max Sack
- 1934–1957: Alfred Franz Hüneke (auch Hünecke)
- 1958–1963: Friedrich Oskar Berthold
- 1964–1976: Gerhard Sims
- 1977–1979: Margitta Quast
- 1979–1994: Andreas Hans-Joachim Danzmann
- 1994–2011: Angelika Schiller

### Diakone
- 1525–1555: Georg Goldner
- 1555–1565: M. Christoph Breithut
- 1565–1575: M. Johann Scheel
- 1575–1591: M. Caspar Vollgnad
- 1592–1596: M. Paul Dastler
- 1596–1598: M. Nicolaus Böhme
- 1598–1610: M. Georg Stichel
- 1610–1637: M. Johann Heinrici
- 1637–1644: M. Christoph Crato (Krafft)
- 1645–1650: M. Ernst Dähne
- 1650–1656: M. Paul Werenberger
- 1656–1669: M. Johannes Deutrich
- 1668–1678: M. Johann Georg Francke
- 1679–1709: M. Johann Gottfried Erdmann
- 1709–1710: M. Johann Gottfried Schubert
- 1710–1723: M. Johann Christian Horn
- 1724–1738: M. Johann Christoph Kleppe
- 1738–1742: M. Johann Christian Bruder
- 1743–1754: M. Polykarp Friedrich Elteste
- 1754–1764: M. Christian Valerius Weidling
- 1765–1771: M. Christian Leberecht Rudolph
- 1772–1773: M. Andreas Gottlob Jaspis
- 1773–1780: M. Elias Friedrich Pöge
- 1780–1797: M. Friedrich Traugott Hübel
- 1798–1824: M. Karl Gottfried Heinrich
- 1825–1830: Johann Gottlob Hauptmann
- 1830–1855: Karl Christian Freygang
- 1856–1861: Karl Gustav Fiedler
- 1861–1864: Karl Friedrich Rudolf Amschler
- 1864–1877: Ernst August Theodor Thienemann
- 1877–1879: Heinrich August Karl Hopfe
- 1880–1883: Hermann Friedrich Hugo Schlemm
- 1885–1888: August Rudolf Graubner
- 1889–1893: Johannes Rudolf Otto Kühnemann
- 1893–1895: Wilhelm Büchting
- 1896–1899: Max Friedrich Albert Schneider
- 1899–1920: Carl Heinrich Gustav Gützlaff
- 1920: Johann Martin Heinrich Neitz
- 1920–1925: Joachim Paul Wilhelm Ahlemann
- 1926–1930: Ulrich Rudolf Erich Moebius
- 1932–1937: Johann Fritz Alfred Zobel
- 1939–1943: Hubertus Adolf Koth
- 1943–1953: vakant
- 1953–1954: Kurt Müller
- 1956–1963: Egon Hans Konrad Anders
- 1963–1965: Adelheid Thulin
- 1965–1978: Alfred Otto Daudert
- 1978–1984: vakant
- 1984–1997: Michael Rafalski

### Kantoren
Als Kantoren der Nikolaigemeinde wirkten:
- 1540: Hieronymus
- 1541–1558: Georg Wortau
- 1558–1562: Adam Fehrmann
- 1562–1565: Wolfgang Seyffarth
- 1565–1588: Andreas Krause
- 1589–1590: Bartholom. Zschorn
- 1590–1596: Abraham Schade
- 1596–1623: Georg Ullmann
- 1623–1638: Bernhard Rinckart
- 1638–1654: vakant
- 1654–1666: Johann Greiner
- 1666–1670: Johann Andreä
- 1670–1677: Johann Schelle
- 1677–1694: Basilius Petritz
- 1694–1700: Johann Christoph Haase
- 1700–1736: Johann Gottfried
- 1737–1747: Johann Christian Berger
- 1747–1762: Johann Friedrich Kästner
- 1762–1797: Joh. Gottlob Reuter
- 1797–1832: Johann Gottlob Henze
- 1832–1833: Carl Mehr
- 1834–?: Ernst Friedrich Rauchschindel
- seit 2004: Lena Ruddies